# 鼓腹巨蝰
鼓腹巨蝰（Bitis arietans），又名鼓腹噝蝰、鼓腹蝰蛇，俗稱鼓腹毒蛇，是一種有毒的蝰蛇，生活在由摩洛哥及西阿拉伯遍及撒哈拉沙漠及雨林區域以外非洲的大草原及草原。由於牠們廣泛的分佈、經常出現、體大、毒性強及容易咬人，比其他非洲的毒蛇造成更多的死亡事故。現時已知其下有兩個亞種。

## 描述
鼓腹巨蝰平均長1米及很粗壯，最大的標本曾達至1.9米長，重超過6公斤，周長達40厘米。在沙地阿拉伯的標本則較為細小，一般短於80厘米。雄性一般較雌性大，而尾巴亦較長。
鼓腹巨蝰的頭略呈三角形，粗壯及較為圓頓，比頸部更為粗大。嘴部鱗片細小。眼眶有10-16塊鱗片，頭頂有7-11塊目間鱗片。眼下至上唇由3-4塊鱗片分隔，而上唇與下唇則有13-17塊鱗片。下唇首3-4塊鱗片與頷相接。每根顎骨上各有兩隻獠牙，全都是有功能的。
鼓腹巨蝰的身體上有29-41列背部鱗片，除了最外一列外，其他都明顯的起稜角。腹部鱗片約有123-127塊，下尾部則有14-38塊，雌蛇則只有少於24塊下尾部鱗片。肛門只有一塊鱗片。
鼓腹巨蝰的顏色受地理位置影響而不同。頭上有兩條明顯的深紋，一條在冠上，另一條則在眼睛之間。頭兩側有兩條深色斜紋，由眼睛伸展至上唇。頭底部呈白黃色，有零散的斑點。瞳孔顏色由金色至銀灰色。身體的顏色由草黃色至淺褐色、橙色或紅褐色。表面有18-22個深褐色至黑色的斑紋延伸至尾巴。這些斑紋一般成山形，在某些位置接近U形，在尾巴上更有2-6個成縱橫交錯的。一些群族更是有褐色及黑色的斑點，蓋過了身體上的其他顏色，令牠只有銹褐色或黑色的外表。腹部呈黃色或白色，有一些較疏的深點。幼蛇的頭有金黃色斑紋，腹部延伸至兩側的鱗片呈粉紅色至紅色。
一般而言，鼓腹巨蝰的外觀較沉色，但在東非高原及南非開普省的則有鮮艷的黃色及黑色斑紋。

## 分佈
鼓腹巨蝰可能是非洲最普遍的蛇。牠們分佈在大部份撒哈拉以南非洲至好望角的地方，包括摩洛哥南部、毛里塔尼亞、塞內加爾、馬里、阿爾及利亞南部、幾內亞、塞拉里昂、象牙海岸、加納、多哥、貝寧、尼日爾、尼日利亞、乍得、蘇丹、喀麥隆、中非共和國、剛果民主共和國的東南北部、烏干達、肯雅、索馬里、盧旺達、布隆迪、坦桑尼亞、安哥拉、贊比亞、馬拉維、莫桑比克、辛巴威、博茨瓦納、納米比亞及南非。牠們亦會出沒於阿拉伯半島，包括沙地阿拉伯西南部及也門。
在一些雨林地區看不到鼓腹巨蝰的蹤影，如西非沿岸及中非。由地中海沿岸至北非亦看不見牠們。在阿拉伯半島，最北的出現地點是塔伊夫。亦有發現在阿曼南部的佐法爾出現。

## 棲息地
除了沙漠及雨林外，其他所有的棲息地都可以見到鼓腹巨蝰，牠們一般都會出沒岩石堆的草原。

## 行為
鼓腹巨蝰一般都會依靠偽裝來保護自己。牠們的運動主要是直線行進的，利用較闊的腹部鱗片及其體重作出像毛蟲般的伸縮。當被騷擾時，牠可以變回一般蛇的運動，及以驚人的速度行走。
鼓腹巨蝰雖然是陸地生物，但都是游泳及攀樹能手。曾經在4.6米高的樹上就發現了一條鼓腹巨蝰。
當被干擾時，鼓腹巨蝰會大聲及不斷發出嘶嘶聲，作出緊密的盤捲姿勢，上身部份呈S形。同時，牠們會後退尋找保障。牠們可能會突然以高速作出襲擊，並回復保護姿勢，再行準備攻擊。牠們的攻擊力度很大，而獠牙往往插得很深，單是物理攻擊就可以殺死獵物。牠們的攻擊可以穿透軟質皮革。
鼓腹巨蝰攻擊的範圍可以是其身體長度的三分之一。幼蛇攻擊時會將整個身子傾前。牠們很少會纏住獵物，反而是很快的放開，並回復攻擊姿勢。

## 攝食
鼓腹巨蝰主要都是夜間出沒的，很少會主動獵食，多是埋伏等候獵物的出現。牠們的獵物包括哺乳動物、鳥類、兩棲類及蜥蜴。

## 繁殖

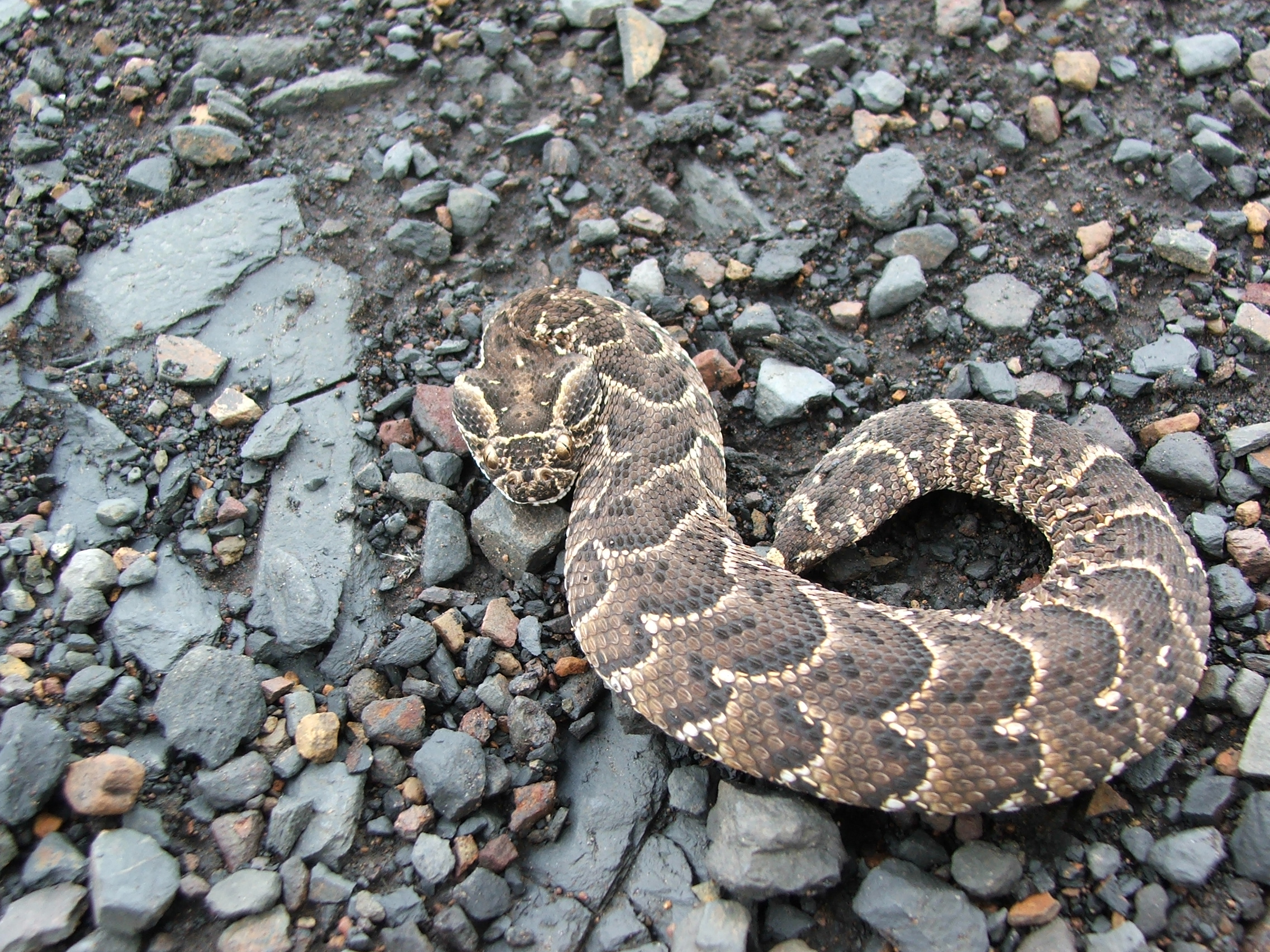
幼鼓腹巨蝰已經帶有攻擊性。

雌性鼓腹巨蝰會產生信息素來吸引及以頸纏住雄性。曾經在馬林迪就有一條雌蛇吸引了七條雄蛇跟隨牠。牠們會产大量的幼蛇，每胎有超過80條幼蛇，一般的都是50-60條。幼蛇長約12.5-17.5厘米。較巨大體型的鼓腹巨蝰，尤其是來自東非的，就曾生產最多幼蛇。一條在捷克動物園內來自肯雅的雌蛇，曾一次生了156條幼蛇，是現今世界紀錄的保持者。

## 飼養
有指鼓腹巨蝰只要每星期餵飼一隻老鼠，就可以維持數年。但之後任牠吃的話，很多時會死亡，或會反吐。牠們較為野性，就算是在飼養下亦會向接近的人發出嘶嘶聲。

## 毒性
鼓腹巨蝰比其他非洲毒蛇造成更多的死亡個案。牠們在非洲廣泛分佈及偽裝的身體，很易與人類接觸，而且牠們體型很大，可以製造大量致命的毒素，故比其他的毒蛇更易令人死亡。
鼓腹巨蝰的毒素是蝰蛇中最毒的一種。這些毒素對老鼠造成的LD50變化很大：靜脈為0.4-2.0mg/kg、腹膜為0.9-3.7mg/kg、皮下為4.4-7.7mg/kg。另外有指牠毒素的皮下LD50介乎1.0-7.75mg/kg之間。排毒量一般是100-350毫克，最多為750毫克。只要100毫克就已經足以令成年的男性於中毒後25小時死亡。平均的排毒量都可以殺死4-5個男人。

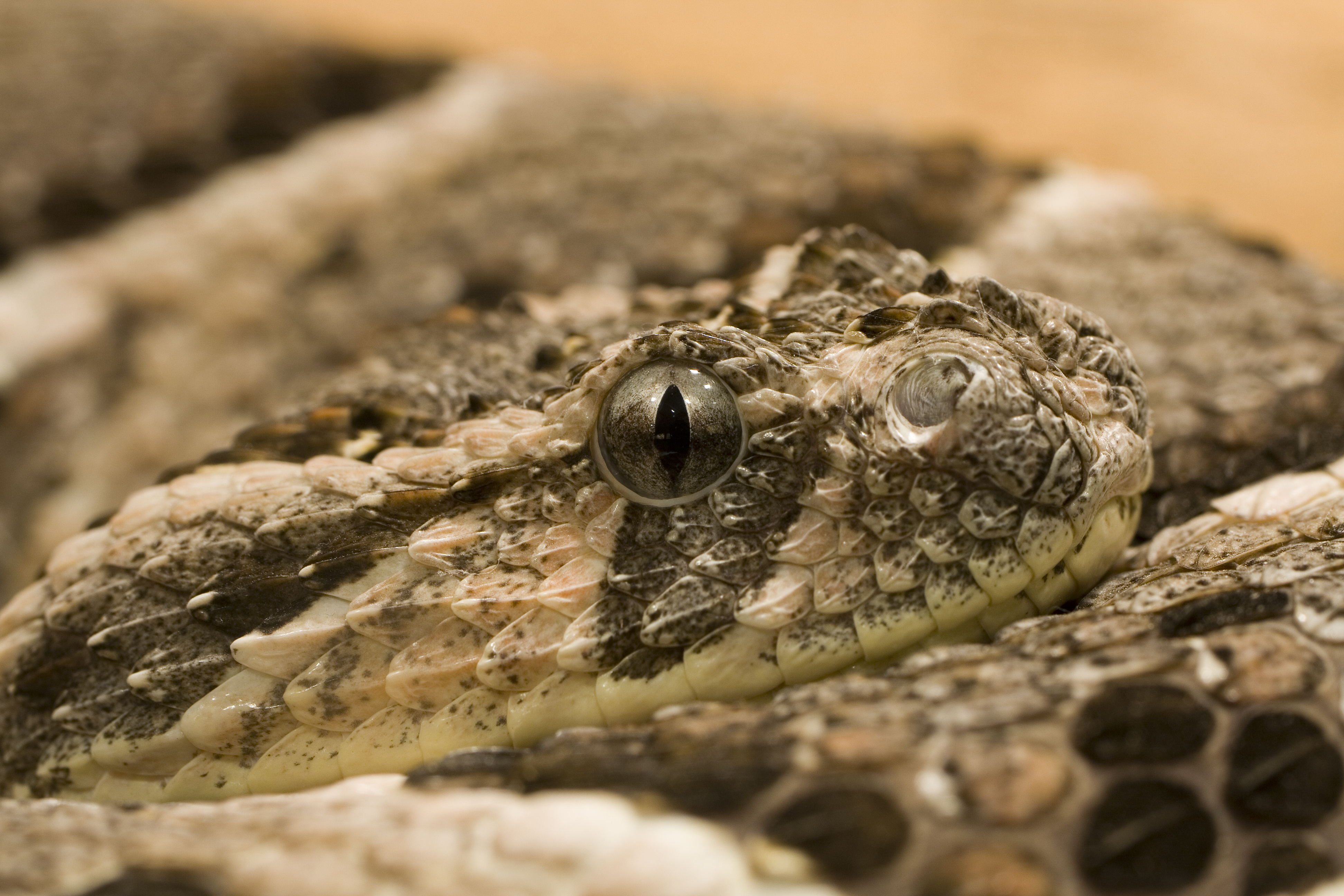
鼓腹巨蝰的毒素可以致命。

被鼓腹巨蝰所咬可以造成局部及系統性的徵狀。根據局部的程度及種類，主要可以分為兩個系統性類別，即較少或沒有表面外漏，及有出血跡象，如瘀斑、流血及腫脹。兩者都會有劇痛及敏感，而後者更會有擴散的表面或深層壞疽。嚴重的因過度出血或凝固會導致肢體不能伸縮。
其他的徵狀包括水腫、休克、從傷口溢出血水、反胃及嘔吐、皮下出血、血皰及區域性淋巴結腫脹。數日後除了被咬的位置外，其他位置的腫脹會漸漸消退。另外低血壓及暈眩亦有發生。
若處理傷口不當，壞疽會擴散，導致皮膚、皮下組織及肌肉與健康組織分離，最終形成腐肌及滲出漿液。腐肌可以是深層或表面的，嚴重的可深入至骨頭。嚴重的壞疽及次級感染需要切肢或切指。
患者在失血及彌散性血管內凝血的2-4日後就會死亡。不過死亡事故是很特別及出現機會率只佔失救個案的少於10%，很多都是因臨床治療出現問題或疏忽所導致。

## 亞種
鼓腹巨蝰有兩個亞種，包括：
- B. a. arietans：主要分佈遍及整個非洲，由摩洛哥南部至南非開普省、阿拉伯半島。[3][6]
- B. a. somalica：主要分佈在索馬里及北肯雅。[3]

## 外部連結
- Ultimate Field Guide有關鼓腹巨蝰的介紹（页面存档备份，存于）
- African Hunter介紹被鼓腹巨蝰所咬的傷口